# 長井元重
長井 元重（ながい もとしげ）は、戦国時代から江戸時代前期にかけての武将。毛利氏家臣で長州藩士。実父は湯浅将宗で、長井就安の婿養子となる。

## 生涯
永禄10年（1567年）、備後国世羅郡伊尾村の尾首山城を本拠とした国人である湯浅将宗の嫡男として生まれる。
天正17年（1589年）9月8日、毛利輝元から「藤右衛門尉」の官途名と「元」の偏諱を与えられた。
文禄2年（1593年）5月4日、文禄の役に従軍していた長井元保が朝鮮において戦死したことにより、長井元保の父・長井就安の娘と婚姻し、婿養子として長井氏の家督を相続した。
慶長10年（1605年）12月14日、同年の五郎太石事件の後に毛利氏家臣団や有力寺社の総勢820名が連署して毛利氏への忠誠や様々な取り決めを記した連署起請文において、92番目に「長井藤右衛門尉」と署名している。
慶長20年（1615年）6月8日、嫡男の就次が父に先立って死去し、就次の嫡男・元昭はまだ幼少であったため、元重の歳の離れた弟である就重が就次の正室と再婚して家督を相続した。
寛永18年（1641年）11月1日に死去。享年75。